# James Burnett

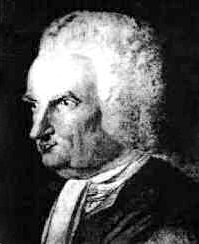
James Burnett, Lord Monboddo

James Burnett, Lord Monboddo (25 oktober 1714 - 26 mei 1799) was een Schotse rechter, linguïst, onderzoeker van taalevolutie en filosoof. Hij is vooral bekend als de stichter van de hedendaagse vergelijkende historische linguïstiek.  Monboddo was een van de onderzoekers die zich bezighield met de ontwikkeling van de eerste concepten van  evolutie, en wordt gezien als de voorloper van het idee van het principe van de natuurlijke selectie dat verder ontwikkeld werd in de theorie van Charles Darwin.

## Publicaties
- The Origin and Progress of Man and Language (6 volumes, 1773-1792)
- Antient Metaphysics (6 volumes, 1779 - 1799)
- Decisions of the Court of Session (1738-1760)
- British Museum, James Burnett to Cadell and Davies, 15 May, 1796, A letter bound into Dugald Stewart, Account of the Life and Writings of William Robertson, D.D., F.R.S.E, 2nd ed., London (1802). Shelf no.1203.f.3
- Letter from Monboddo to James Harris, 31 December, 1772; reprinted by William Knight 1900 ISBN 1-85506-207-0
- Letter from Monboddo to Sir John Pringle, 16 June, 1773; reprinted by William Knight 1900 ISBN 1-85506-207-0
- Letter of Lord Monboddo to William Jones dated June 20, 1789 reprinted by William Knight, Lord Monboddo and some of his contemporaries, Thoemmes Press, Bristol (1900) ISBN 1-85506-207-0
- Yale University Boswell Papers, James Burnett to James Boswell, 11 april en 28 mei 1777 (C.2041 and C.2042)